# Selhurst Park
Selhurst Park este un stadion de fotbal situat în suburbia londoneză Selhurst, în Borough of Croydon. Este stadionul pe care clubul de fotbal Crystal Palace joacă meciurile de pe teren propriu. Stadionul a fost proiectat de Archibald Leitch și deschis în 1924. Stadionul a găzduit un meci de fotbal internațional, precum și meciuri pentru Jocurile Olimpice de vară din 1948. Stadionul a fost împărțit împreună cu Charlton Athletic F.C. din 1985 până în 1991 și apoi de Wimbledon F.C. din 1991 până în 2003.

## Istorie
În 1922, locul a fost cumpărat de la Brighton and South Coast Railway Company din Londra pentru 2.750 de lire sterline. Clubul dorea ca afacerea să se încheie înainte de 25 februarie 1919. Stadionul, proiectat de arhitectul scoțian Archibald Leitch, a fost construit de Humphreys of Kensington (o firmă folosită în mod regulat de Leitch) pentru aproximativ 30.000 de lire sterline și a fost deschis oficial de Lordul Primar al Londrei la 30 august 1924. Pe atunci exista o singură tribună, actuala tribună principală, dar acesta a fost neterminat din cauza acțiunilor industriale; Crystal Palace a jucat cu Sheffield Wednesday și a pierdut cu 1-0 în fața a 25.000 de suporteri.
Doi ani mai târziu, în ziua Sfântului David din 1926, Anglia a jucat împotriva Țării Galilor într-un meci internațional. Meciuri de amatori din Anglia și diverse alte finale au fost, de asemenea, organizate acolo, la fel ca și alte sporturi, inclusiv box, polo pe bicicletă (la sfârșitul anilor 1940), meciuri de cricket și concerte de muzică (în anii 1980). În plus, acesta a găzduit două meciuri pentru Jocurile Olimpice de vară din 1948.
În 1953, primele au fost instalați primii stâlpi pentru nocturna stadionului de-a lungul celor 3 laturi ale terasei și a altor patru instalați pe acoperiș deasupra tribunei principale, dar au fost înlocuite nouă ani mai târziu de lumini montate pe stâlpi în fiecare colț al stadionului și șase instalații pe acoperișul tribunei principale.
Stadionul a rămas nemodernizat până în 1969, când Palace a promovat pentru prima dată în Divizia 1 (pe atunci cel mai înalt nivel al fotbalului englez). A fost construită tribuna Arthur Wait care poartă numele președintelui clubului, cel care a fost un constructor și a fost deseori văzut lucrând chiar el pe șantier. Arthur Wait a fost remarcat pentru supravegherea promovării echipei din divizia a 4-a în prima divizie 1 în anii '60.